# Пинупс, Янис
Янис Пинупс (латыш. Jānis Pīnups, 10 мая 1925 — 15 июня 2007) — бывший военнослужащий Красной армии, уроженец Латвии, названный прессой «последним из „лесных братьев“». Скрывался более 50 лет, с 1944 до 1995 года.
Янис был мобилизован в Красную армию в августе 1944 года. Он попал на фронт и участвовал в двух боях. Когда он получил контузию и, потеряв сознание, остался на поле боя, решил вернуться домой.
Через несколько месяцев, 7 октября 1944, он дошёл до родной деревни Котлери (ныне в Прейльском крае). О своем прибытии сообщил только родным. Прятался в лесу, а зимой перебрался в хлев, под которым вырыл землянку. В 1950-е годы его семья построила новый дом, после чего Янис жил в старом доме, тщательно скрываясь от соседей и помогая братьям в поле; ходил по грибы и ягоды.

Вся эта война казалась мне бессмысленной, как и тот факт, что наши войска шли прямо на немецкие танки. У офицеров Красной армии был постоянный приказ стрелять в любого, кто отступит. К счастью, мне не пришлось ни разу стрелять на этой войне. Я не смог бы никого убить — я даже курицу зарезать не могу. Точно так же, когда я прятался в лесу и меня почти обнаружили, мне всё же удалось спастись. Это потому, что я молился ежедневно, и теперь я хожу в церковь каждое воскресенье.

Даже после распада Советского Союза некоторое время он опасался, что ему могут предъявить обвинения в дезертирстве, и продолжал прятаться. Лишь в мае 1995 года, в 70 лет, он явился в полицейский участок.
Умер Пинупс в 2007 году.